# Anerosoma
Anerosoma é um gênero de mariposa pertencente à família Crambidae.